# Salomon i królowa Saby
Salomon i królowa Saby (ang. Solomon and Sheba) – amerykański historyczny dramat kostiumowy, swobodnie nawiązujący do biblijnego przekazu o związkach króla Izraela Salomona z piękną królową Saby. 
Zdjęcia kręcono w Madrycie oraz w Saragossie.

## Treść
Za rządów króla Dawida Izrael jest już zjednoczonym i rozkwitającym w stanie pokoju państwem, choć otoczonym przez wrogów, do których należy faraoński Egipt i jego sojusznicy. W obliczu śmierci króla jego następcą przedwcześnie ogłasza się starszy z jego synów, wojowniczy Adoniasz, uznając do tego swe pierworodne prawo. Tymczasem umierający Dawid powierza swe królestwo młodszemu synowi Salomonowi, który w geście wynagrodzenia przekazuje bratu dowództwo nad wojskami Izraela.
Pomyślny rozwój państwa pod władzą Salomona, który wznosi wspaniałą świątynię dla Boga Izraela, wzbudza niezadowolenie egipskiego faraona, który dla osłabienia go zamierza wykorzystać sprzymierzoną z Egipcjanami królową Saby. Udaje się ona ze swym dworem do Izraela, by pozyskać zaufanie Salomona i podstępnie doprowadzić go do zguby. Wkrótce uwodzi go i wyzyskując sytuację, pragnie wprowadzić w Izraelu kult swego pogańskiego boga Szebana.

## Obsada
- Yul Brynner – Salomon
- Gina Lollobrigida – królowa Saby
- George Sanders – Adoniasz, brat Salomona
- Marisa Pavan – Abiszag
- Harry Andrews – Baltor, doradca królowej
- David Farrar – faraon Siamon
- John Crawford – Joab, wódz Adoniasza
- William Devlin – prorok Natan
- Maruchi Fresno – Batszeba, matka Salomona
- Félix de Pomés – wódz armii Egipcjan
- Laurence Naismith – Hezrai
- Alejandro Rey – Sittar